# عنان بن داود

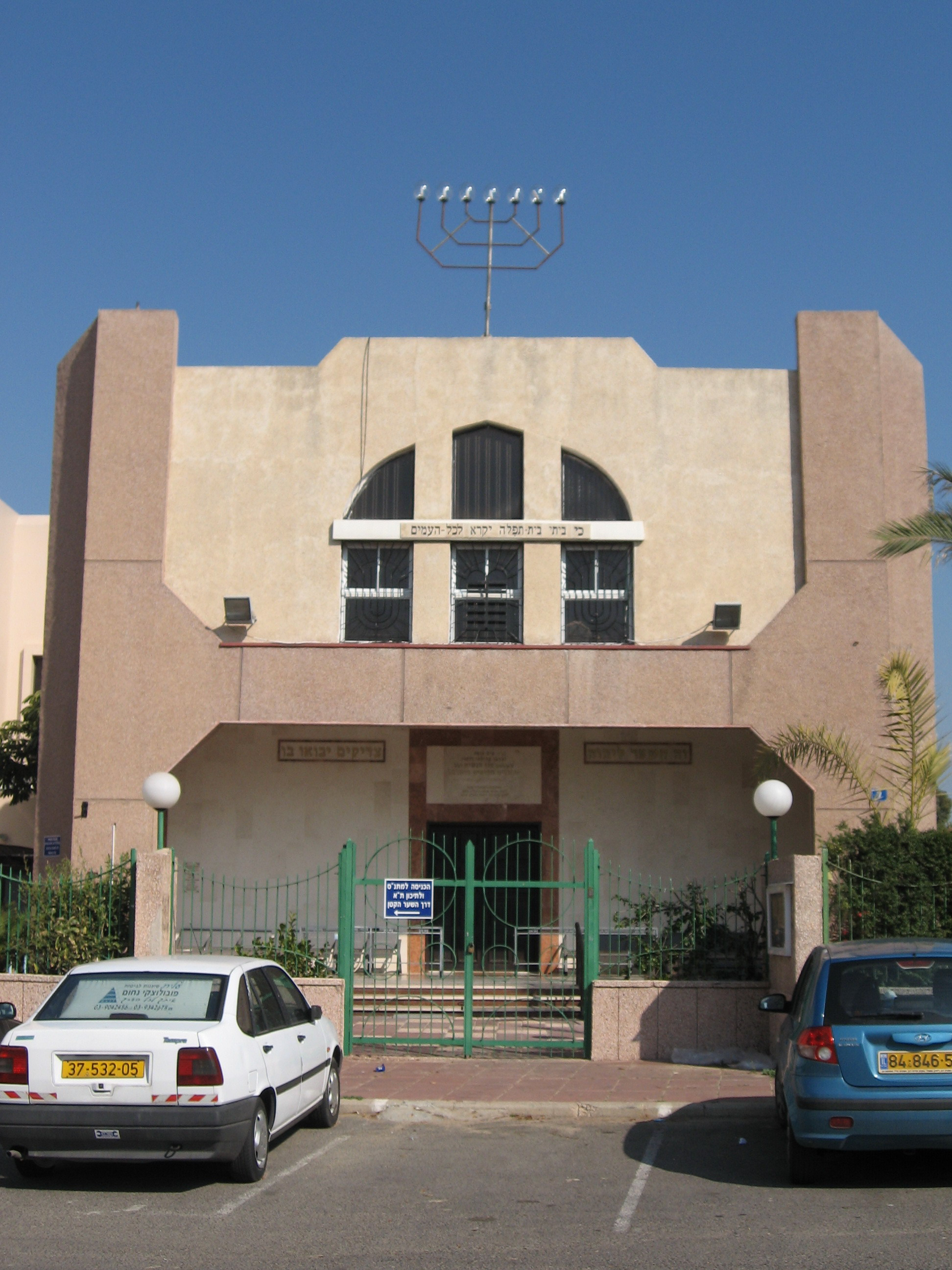
كنيس القرائيين في أشدود

عنان بن داود (بالعبرية: ענן בן דוד‏) (715 - 795م) حاخام يهودي عراقي، مؤسس مذهب اليهودية القرائية أو العنانية، بعد تأثره بأطروحات المدارس الفكرية الإسلامية كمذهب الحنفية و المعتزلة، فتح باب الاجتهاد في فهم النصوص المقدسة العبرانية.

## مسيرته
عاش في بغداد وعاصر الخليفة العباسي أبو جعفر المنصور. بعد وفاة أبيه حاول عنان أن يعين نفسه مكانه لكن رؤساء الحلقات التلمودية رفضوه. فدخل معهم في صراع حاد سنة 762م. فسجنه الخليفة لعدم اعترافه بحاخامية إسحاق الإسكافي الذي كان الخليفة قد أقر ووافق تنصيبه على الطائفة اليهودية. وفي السجن التقى بالإمام أبي حنيفة النعمان، وكانت بينهما صداقة، فاقترح عليه أبو حنيفة أن يشرح ويوضح آرائه، التي تميزت بنزعتها الاجتهادية والعقلانية، للخليفة المنصور. ويذكر ابن حزم في الفصل في الملل والأهواء والنحل أن فرقة عنان لا تنكر نبوة عيسى ومحمد. أفرج بعدها عن عنان بن داود، متأثرا بأصول الفقه الحنفي، تاركا الفكر اليهودي التقليدي الذي كان يتمركز في جوهره على الحلولية، فأدخل عنان مفاهيم علم الكلام والعقلانية إلى النسق العقدي اليهودي. وأصبح زعيم فرقة العنانيين أو القرائين.

## مؤلفات
- كتاب الأوامر والنواهي، (بالآرامية: سفر هامتسفوت)، 770م.